# Vachellia drepanolobium

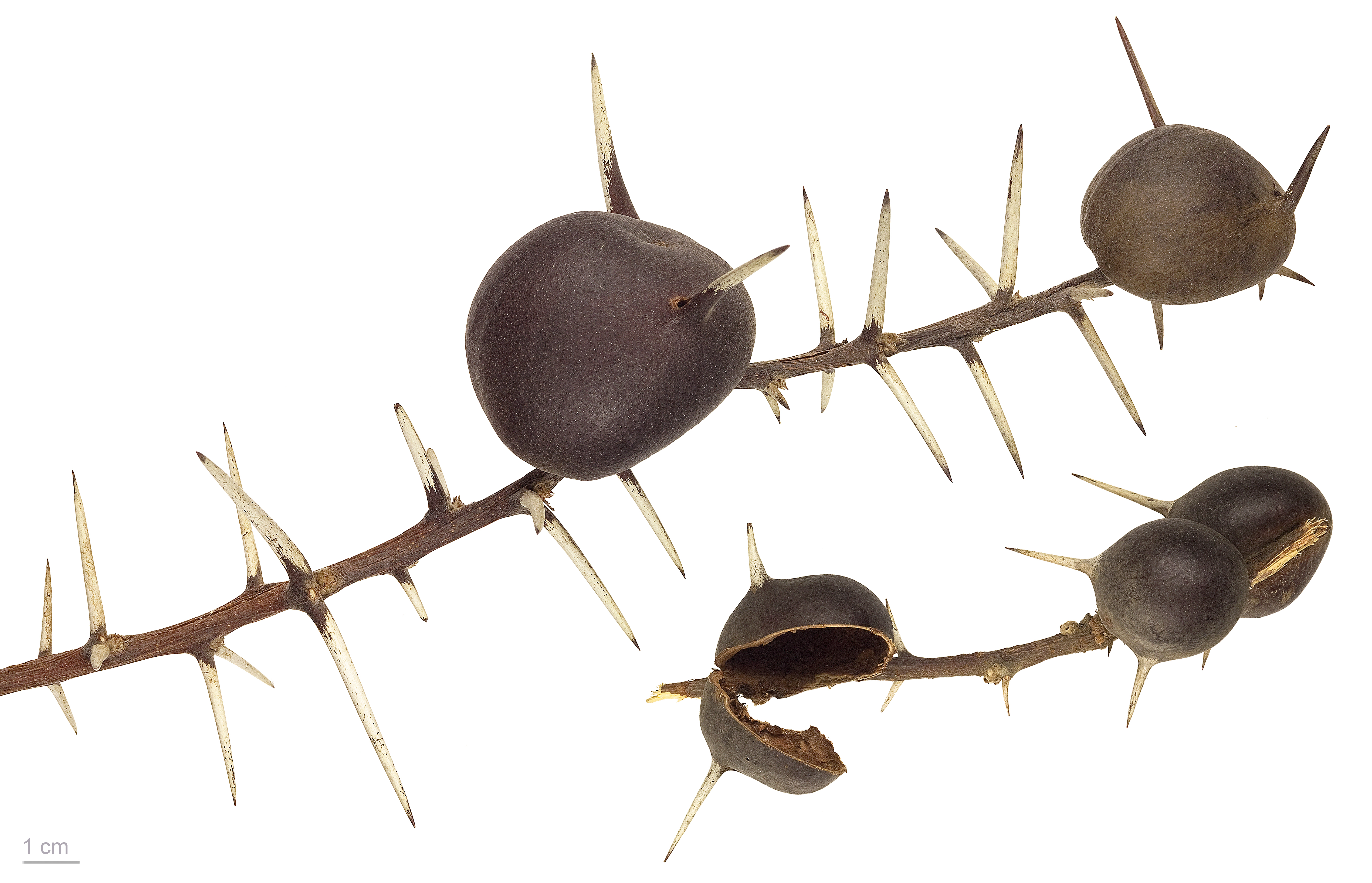
Acacia drepanolobium - MHNT

A Vachellia drepanolobium é uma espécie africana de acacia.
Ela é considerada uma planta invasora na Etiópia.